# Słoneczny zajączek
Słoneczny zajączek (ros. Солнечный зайчик) – radziecki krótkometrażowy film lalkowy z 1978 roku. O tym jak Niedźwiadek z Zajączkiem się bawił.

## Obsada (głosy)
- Marija Winogradowa
- Roman Filippow
- Lew Durow

## Wersja polska
Wersja polska: Studio Opracowań Filmów w Łodzi
- Reżyseria: Maria Horodecka
- Dialogi: Krystyna Kotecka
- Dźwięk: Elżbieta Matulewicz
- Montaż: Łucja Kryńska
- Kierownictwo produkcji: Bożena Dębowska

Źródło: